# 四フッ化酸化キセノン
四フッ化酸化キセノン（しフッかさんかキセノン、英: xenon tetrafluoride oxide）は、化学式が XeOF4 で表される無機化合物である。他の全てのキセノン化合物と同様に反応性が大きく不安定である。この化合物の構造はVSEPR則によって四角錐形構造と予測される。

## 反応
水と反応して容易に加水分解を受け、危険な腐食性生成物を生じる。また、オゾンやフッ素もわずかに生成する。
{\displaystyle {\ce {XeOF4\ + 2H2O -> Xe\ + 4 HF\ + {\frac {3}{2}}O2}}}
この反応は次のように段階的に進行する。
{\displaystyle {\ce {XeOF4\ + H2O -> XeO2F2\ + 2HF}}}
{\displaystyle {\ce {XeO2F2\ + H2O -> XeO3\ + 2HF}}}
XeO3 は爆発性のため極めて危険で、四フッ化酸化キセノンはどんな状況下でも痕跡量の水あるいは水蒸気とさえ接触させるべきではない。